# Берлин, Борис (композитор)
Борис Берлин (англ. Boris Berlin; 27 мая 1907, Харьков — 24 марта 2001, Торонто) — канадский музыкальный педагог.
Учился в Севастополе, затем в 1923—1925 гг. в Женевской консерватории и наконец у Леонида Крейцера и Марка Гамбурга в Берлинской Высшей школе музыки. В 1925 г. он отправился на гастроли в Канаду, где и остался на всю жизнь. В 1925—1927 гг. он преподавал в Консерватории Гамбурга, с 1928 г. — в Торонтской консерватории, в 1931 г. принял канадское гражданство. В 1970 г. перешёл на работу на музыкальный факультет Торонтского университета. Среди его многочисленных учеников — ведущие канадские пианисты, в том числе Кристина Петровска.
Берлину принадлежит более 20 капитальных музыкально-педагогических сочинений, частично написанных в соавторстве (с Эрнестом Макмилланом и другими авторами). Эти работы в значительной степени восполнили недостаток национальной музыкально-педагогической литературы. За свою многолетнюю педагогическую деятельность в 2000 г. Берлин возведён в достоинство офицера Ордена Канады.